# Travail dissimulé
« Travail au noir » redirige ici.  Pour le film germano-britannique de 1982 réalisé par Jerzy Skolimowski, voir Travail au noir (film).
Le travail dissimulé, aussi appelé populairement « travail au noir », ou plus familièrement encore « travail au black », est un terme employé pour définir le fait de ne pas déclarer tout ou partie de son travail ou de son activité. Ce type d'activité s'intègre plus largement à l'économie souterraine ou à l'économie informelle.

## Étymologie
L'expression « travailler au noir » provient du Moyen Âge, où la réglementation du travail voulait qu’on ne fasse pas travailler les personnes après la tombée de la nuit. Toutefois, certains ont eu l’idée de détourner cette réglementation et de faire travailler leurs employés à la lueur de la bougie. Ces employés travaillaient donc même lorsqu’il faisait noir, d'où l'expression « travailler au noir ».